# Around the World (chanson d'Ami Suzuki)
Pour les articles homonymes, voir Around the World.
Singles de Ami Suzuki
Negaigoto
(2005) Happiness is...
(2005)
Around the World (écrit en majuscules : AROUND THE WORLD) est le 4e single de Ami Suzuki sorti sous le label Avex Trax, et son 18e en tout en comptant les douze sortis chez Sony Music Japan et deux auto-produits.

## Présentation
Le single sort le 12 octobre 2005 au Japon sous le label Avex Trax, produit par Max Matsuura, deux mois seulement après le précédent, Negaigoto. Il atteint la 19e place du classement de l'Oricon. Il se vend à 5 559 exemplaires la première semaine, et reste classé pendant 6 semaines, pour un total de 7 482 exemplaires vendus durant cette période. Il n'a été édité qu'à 10 000 exemplaires, avec un emballage spécial, et cette fois n'est pas également disponible au format "CD+DVD". Il sort le même jour que le premier album homonyme de la chanteuse sous le label Avex Trax : Around the World, où figure la chanson-titre. Celle-ci a servi de thème musical pendant un mois pour l'émission télévisée Music Fighter. Le single contient aussi une version remixée de la chanson Times, "face B" du précédent single qui figure aussi sur l'album, ainsi que les versions instrumentales des deux chansons.

## Liste des titres
Toutes les paroles sont écrites par Ami Suzuki.
| 1. | Around the World (AROUND THE WORLD)                 | Y@suo Ohtani / Ken Harada          | 4:38 |
| 2. | Times -Dub's Pop Radio Edit Remix-                  | Toru Watanabe / Mix : Dub Master X | 4:14 |
| 3. | Around the World (Instrumental) (AROUND THE WORLD…) | Y@suo Ohtani / Ken Harada          | 4:37 |
| 4. | Times -Dub's Pop Radio Edit Remix- (Instrumental)   | Toru Watanabe / Mix : Dub Master X | 4:11 |

## Interprétations à la télévision
- Music Fighter (14 octobre 2005)
- Hey! Hey! Hey! Music Champ (17 octobre 2005)
- CDTV (22 octobre 2005)
- Music Station (28 octobre 2005)
- Pop Jam (28 octobre 2005)
- Melodix (29 octobre 2005)
- Nihon Yusen Taisyo 2005 (17 décembre 2005)
- 47e Japan Record Awards ("Eventful" et "Around the World") (31 décembre 2005)